# Reial Club Nàutic de Torrevella

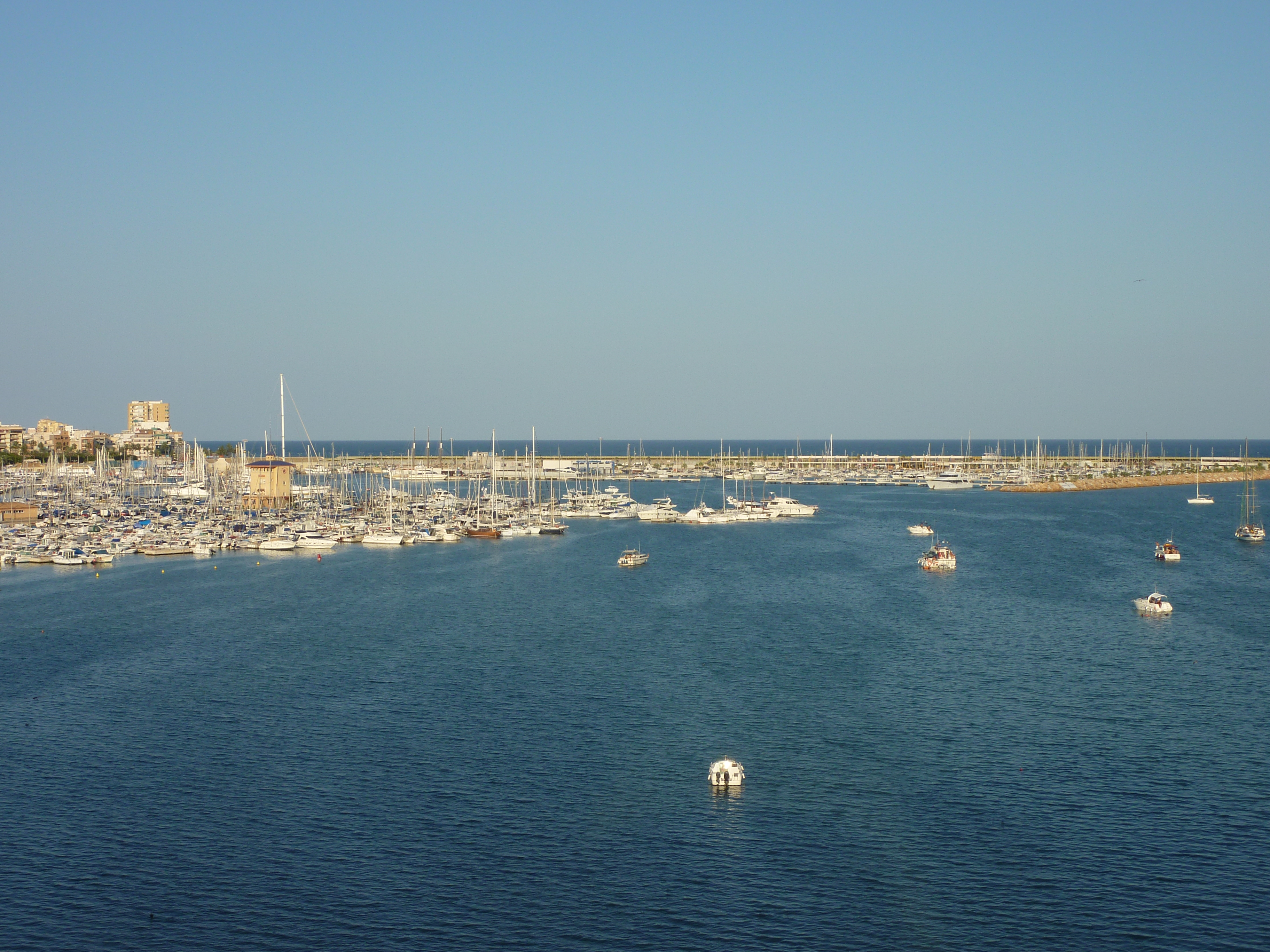
Reial Club Nàutic de Torrevella.

El Reial Club Nàutic de Torrevella (RCNT) és un club nàutic situat al Passeig Marítim de Torrevella, comarca del Baix Segura (País Valencià).
El club disposa de dues escoles: de vela i de rem.
El dia 21 de maig de 1966 es va signar al casino de Torrevella l'acta oficial de la primera Junta Directiva del Club Nàutic de Torrevella i el 1967 es comença a construir la seua seu que, al principi, estava previst que fora construïda a les antigues Eres de la Sal, però es van denegar uns permisos, la qual cosa va portar a retardar el projecte. Va ser inaugurada el 30 de maig de 1969 per Gregorio López-Bravo, ministre d'afers exteriors. En 1971 li va ser concedit el títol de "Reial", de manera que va passar a denominar-se Reial Club Nàutic de Torrevella.
Gestiona 570 amarratges al Port Esportiu de Torrevella, on també exploten amarratges la Marina Salinas i la Marina Internacional. Tots els amarratges del RCNT compten amb aigua potable i llum, sistema de seguretat amb circuit tancat de televisió i guardamolls privats, servei de marineria nocturn i sistema contra incendis. El club disposa d'una embarcació per a assistència en la mar (només per a socis), grua de 25 t, farmaciola, vestidors, i bugaderia.
L'eslora màxima permesa és de 50 m, i el calat màxim de 4,5 m.
Bocana de 5 m.
El port esportiu té la Bandera Blava que atorga la Fundació Europea d'Educació Ambiental des de 1992.